# Jankovich de Jeszenice

Nederlands geslachtswapen (1976)

Jankovich de Jeszenice is een van oorsprong Hongaarse familie, waarvan een tak in 1976 werd ingelijfd in de Nederlandse adel.

## Geschiedenis
De stamreeks begint met Miklós Jankovich, vermeld in 1686. Keizer Leopold I, koning van Hongarije, bevestigde zijn adellijke afstamming. József Béla Jankovich kwam na de Hongaarse revolutie van 1956 als vluchteling naar Duitsland. In 1963 trouwde hij met zijn Nederlandse vrouw en ging in Nederland wonen. In 1976 werd Józef Béla Jankovich ingelijfd in de Nederlandse adel; hierdoor dragen zijn afstammelingen het Nederlandse predicaat van jonkheer en jonkvrouw. In 1992 werd voor hem, net als voor zijn kinderen, naamswijziging verkregen in Jankovich de Jeszenice.

## Fragment-genealogie
Miklós Jankovich de Jeszenice (1772-1846), archeoloog en kunstverzamelaar
- Lörinc Jankovich de Jeszenice (1808-1857), rentmeester rijksdomein Mezöhegyes
  - Béla Jankovich de Jeszenice (1844-1922)
    - prof. dr. Béla Jankovich de Jeszenice (1865-1939), minister van Onderwijs en erediensten 1913-1917
      - Béla Jankovich de Jeszenice (1908-1991)
        - jhr. mr. József Béla Jankovich de Jeszenice

    - Marianne Jankovich de Jeszenice (1874-1953); trouwde in 1895 met Otto graaf von Degenfeld-Schonburg (1872-1937), Hongaars ritmeester der Huzaren en telg uit het geslacht Von Degenfeld-Schonburg
      - Ferdinand graaf von Degenfeld-Schonburg (1912-2005), koopman.